# Традиционная религия
Традицио́нная рели́гия — ранняя форма религии, традиционные верования. Этот термин также используется для обозначения религий народов, которые изначально жили на территории какого-либо государства или на территориях на протяжении длительного времени, — в противоположность нетрадиционным религиям, «привнесённым» извне в течение последних десятилетий.
Следует отличать от этнической (национальной) религии, сложившейся в рамках определённого государства или этнической группы и не получившей заметного распространения у других народов (даосизм и конфуцианство в Китае, индуизм в Индии и Непале, синтоизм в Японии, иудаизм у евреев). 

## Характерные черты
Традиционная религия характеризуется вероисповеданием вне институционального контроля богословов и священнослужителей. Правила культа регулируются лишь традицией, хранящейся данным локальным сообществом.
В народных религиях большое значение имеет магия, вера в сверхъестественные силы, действующие на человека. Магические ритуалы обычно выполняются религиозными лидерами, жрецами, друидами и шаманами. Также часто характерны жертвоприношения в виде пищи, животных, ароматных трав или в крайних случаях даже людей. Самые известные жертвоприношения людей — у ацтеков, которые могли принести жертву тысячи людей во время специальных церемоний.
В рамках традиционной (народной) религии остаются многие традиции, касающиеся семейной обрядности и суеверий.